# Oxalis gigantea

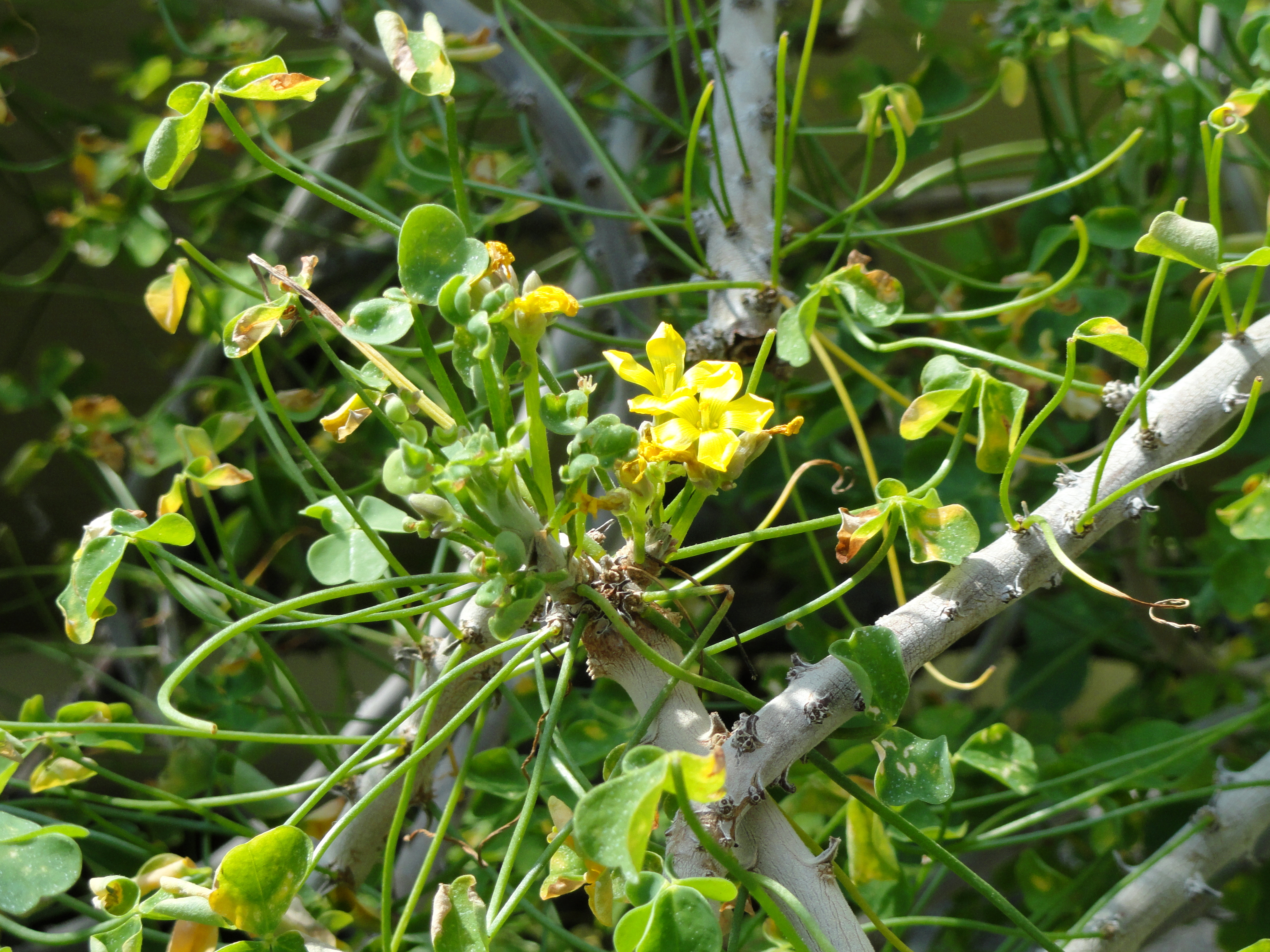
Vista de la planta

Oxalis gigantea és una espècie de planta de la família de les oxalidàcies que es troba a les regions d'Antofagasta, Atacama i Coquimbo de Xile.
És un arbust que creix generalment erecte fins als 2,5 m d'alçada, però també aconsegueix altures d'entre 5 i 6 m. Les tiges tenen un diàmetre de 2,5 a 5 cm, que estan en posició vertical per a pivotar o penjant. Són de color marró pàl·lid. Les fulles són carnoses, de tres peces i es presenten en diferents mides. Aquestes mesuren 3,5-7 (rarament 14) mm de longitud, i són totes, a la inversa, en forma de cor i sense pèls. Les inflorescències es componen d'una sola flor o tres en umbel·les com cimes. Les tiges de les flors mesuren fins a 3 cm de llarg. Les flors tenen un diàmetre d'1 a 2,5 mm i són de color groc brillant. Oxalis gigantea és pol·linitzada per colibrís.

## Taxonomia
Oxalis gigantea va ser descrita per François Marius Barnéoud i publicada a Flora Chilena 1: 433–434. 1845[1846].

### Etimologia
- Oxalis: nom genèrico que deriva del grec oxys (agut, amarg), referint-se al gust agradablement amarg de les fulles i la tija.[3]
- gigantea: epítet llatí que significa "gegant".[4]